# Serfőzy György
Serfőzy György, Serfőzy György Lajos (Szeged, 1869. június 13. – Budapest, Józsefváros, 1944. november 22.) színész.

## Életútja
1869. június 23-án keresztelték Szegeden. Színipályára lépett 1888-ban. Mint kórista kezdte pályáját, Kolozsvárott került ki a kórusból és elsőrangú szerepeket játszott. 43 esztendeig volt színész, híres alakítása az Iglói diákok magyartanára. Az 1920-as években mint színházi ügyelő dolgozott.
Igazgatói voltak: Jakab Lajos, Gerőfy Andor, Feld Zsigmond, Pesti Ihász Lajos, Somogyi Károly, Polgár Károly, Halmai Imre, Komjáthy János, Sebestyén Géza és Sebestyén Mihály.

## Családja
Apja Serfőzy György, gőzhajózási tisztviselő, 1848-as főhadnagy, anyja Unger Mária.
Négy nőtestvére is a színészet szolgálatában állt: Serfőzy Mariska, férjezett Németh Elekné, Serfőzy Etelka (Halasi Béláné), Serfőzy Ida (Várady Aladárné) és Serfőzy Zseni (Rubos Árpádné). Felesége Krausz Adél (Lugos, 1885. augusztus 1. − Budapest, 1956. augusztus 28.) volt.